# Élections législatives de 1928 dans la Haute-Garonne
Les élections législatives de 1928 ont eu lieu les 22 et 29 avril 1928.

## Élus
|   | Circonscription | Député élu         |  | Groupe parlementaire                      |
| - | --------------- | ------------------ |  | ----------------------------------------- |
| 1 | Muret           | Vincent Auriol     |  | Parti socialiste                          |
| 2 | Saint-Gaudens   | Hippolyte Ducos    |  | Républicain radical et radical-socialiste |
| 3 | 1re de Toulouse | Albert Bedouce     |  | Parti socialiste                          |
| 4 | 2e de Toulouse  | Ernest Beluel      |  | Républicain radical et radical-socialiste |
| 5 | 3e de Toulouse  | Jean-Baptiste Amat |  | Républicain radical et radical-socialiste |
| 6 | Villefranche    | Henri Auriol       |  | Union républicaine et démocratique        |

## Résultats à l'échelle du département
| Partis         | Partis                                          | Premier tour | Premier tour | Deuxième tour | Deuxième tour | Sièges |
| Partis         | Partis                                          | Voix         | %            | Voix          | %             | Sièges |
| -------------- | ----------------------------------------------- | ------------ | ------------ | ------------- | ------------- | ------ |
|                | Parti républicain radical et radical-socialiste | 41 446       | 39,08        | 38 542        | 50,88         | 3      |
|                | Section française de l'Internationale ouvrière  | 40 677       | 38,35        | 29 557        | 39,02         | 2      |
|                | Fédération républicaine                         | 11 185       | 10,55        | 5 243         | 6,92          | 1      |
|                | Parti communiste-SFIC                           | 5 608        | 5,29         | 2 070         | 2,73          | 0      |
|                | Alliance démocratique                           | 3 983        | 3,76         |               |               | 0      |
|                | Divers                                          | 1 711        | 1,61         | 340           | 0,45          | 0      |
|                | Parti républicain-socialiste                    | 1 323        | 1,25         |               |               | 0      |
|                | Socialistes indépendants                        | 132          | 0,12         | 0             |               |        |
|                |                                                 |              |              |               |               |        |
| Inscrits       | Inscrits                                        | 133 699      | 100,00       | 98 942        | 100,00        | 6      |
| Votants        | Votants                                         | 108 335      | 81,03        | 77 018        | 77,84         |        |
| Abstentions    | Abstentions                                     | 25 364       | 18,97        | 21 924        | 22,16         |        |
| Blancs et nuls | Blancs et nuls                                  | 2 270        | 1,70         | 1 266         | 1,28          |        |
| Exprimés       | Exprimés                                        | 106 065      | 79,33        | 75 752        | 76,56         |        |

## Résultats par arrondissement

### Arrondissement de Muret
| Candidats      | Candidats      | Étiquette      | Premier tour | Premier tour |
| Candidats      | Candidats      | Étiquette      | Voix         | %            |
| -------------- | -------------- | -------------- | ------------ | ------------ |
|                | Vincent Auriol | SFIO           | 11 052       | 61,01        |
|                | Savignol       | PRRRS          | 6 636        | 36,63        |
|                | Baby           | PC-SFIC        | 426          | 2,35         |
|                |                |                |              |              |
| Inscrits       | Inscrits       | Inscrits       | 21 535       | 100,00       |
| Votants        | Votants        | Votants        | 18 426       | 85,56        |
| Abstention     | Abstention     | Abstention     | 3 109        | 14,44        |
| Blancs et nuls | Blancs et nuls | Blancs et nuls | 312          | 1,69         |
| Exprimés       | Exprimés       | Exprimés       | 18 114       | 98,31        |

### Arrondissement de Saint-Gaudens
| Candidats      | Candidats       | Étiquette      | Premier tour | Premier tour | Deuxième tour | Deuxième tour |
| Candidats      | Candidats       | Étiquette      | Voix         | %            | Voix          | %             |
| -------------- | --------------- | -------------- | ------------ | ------------ | ------------- | ------------- |
|                | Hippolyte Ducos | PRRRS          | 10 664       | 45,16        | 12 482        | 54,89         |
|                | Lucien Labatut  | SFIO           | 8 206        | 34,75        | 10 185        | 44,79         |
|                | Baqué           | AD             | 3 983        | 16,87        |               |               |
|                | Adrieu          | PC-SFIC        | 437          | 1,85         |               |               |
|                | Divers          | Divers         |              |              | 71            | 0,31          |
|                |                 |                |              |              |               |               |
| Inscrits       | Inscrits        | Inscrits       | 29 467       | 100,00       | 29 467        | 100,00        |
| Votants        | Votants         | Votants        | 23 614       | 80,14        | 23 231        | 78,84         |
| Abstention     | Abstention      | Abstention     | 5 853        | 19,86        | 6 236         | 21,16         |
| Blancs et nuls | Blancs et nuls  | Blancs et nuls | 324          | 1,37         | 493           | 2,12          |
| Exprimés       | Exprimés        | Exprimés       | 23 290       | 98,63        | 22 738        | 97,88         |

### Arrondissement de Toulouse

#### 1recirconscription
| Candidats      | Candidats      | Étiquette              | Premier tour | Premier tour | Deuxième tour | Deuxième tour |
| Candidats      | Candidats      | Étiquette              | Voix         | %            | Voix          | %             |
| -------------- | -------------- | ---------------------- | ------------ | ------------ | ------------- | ------------- |
|                | Milhaud        | PRRRS                  | 8 420        | 41,19        | 9 676         | 46,60         |
|                | Albert Bedouce | SFIO                   | 8 413        | 41,16        | 10 047        | 48,38         |
|                | Craste         | PC-SFIC                | 2 136        | 10,45        | 976           | 4,70          |
|                | Marty          | PRS                    | 1 323        | 6,47         |               |               |
|                | Lagarde        | Socialiste indépendant | 132          | 0,65         |               |               |
|                | Divers         | Divers                 | 17           | 0,08         | 66            | 0,32          |
|                |                |                        |              |              |               |               |
| Inscrits       | Inscrits       | Inscrits               | 27 762       | 100,00       | 27 762        | 100,00        |
| Votants        | Votants        | Votants                | 20 998       | 75,64        | 21 008        | 75,67         |
| Abstention     | Abstention     | Abstention             | 6 764        | 24,36        | 6 754         | 24,33         |
| Blancs et nuls | Blancs et nuls | Blancs et nuls         | 557          | 2,65         | 243           | 1,16          |
| Exprimés       | Exprimés       | Exprimés               | 20 441       | 97,35        | 20 765        | 98,84         |

#### 2ecirconscription
| Candidats      | Candidats      | Étiquette      | Premier tour | Premier tour | Deuxième tour | Deuxième tour |
| Candidats      | Candidats      | Étiquette      | Voix         | %            | Voix          | %             |
| -------------- | -------------- | -------------- | ------------ | ------------ | ------------- | ------------- |
|                | Ernest Beluel  | PRRRS          | 8 207        | 40,33        | 9 671         | 48,06         |
|                | Ellen-Prévôt   | SFIO           | 8 140        | 40,00        | 9 325         | 46,34         |
|                | Bergé          | PC-SFIC        | 2 311        | 11,36        | 1 094         | 5,44          |
|                | Dambrini       | Divers         | 1 694        | 8,32         | 31            | 0,15          |
|                |                |                |              |              |               |               |
| Inscrits       | Inscrits       | Inscrits       | 27 163       | 100,00       | 27 163        | 100,00        |
| Votants        | Votants        | Votants        | 20 889       | 76,90        | 20 457        | 75,31         |
| Abstention     | Abstention     | Abstention     | 6 274        | 23,10        | 6 706         | 24,69         |
| Blancs et nuls | Blancs et nuls | Blancs et nuls | 537          | 2,57         | 336           | 1,64          |
| Exprimés       | Exprimés       | Exprimés       | 20 352       | 97,43        | 20 121        | 98,36         |

#### 3ecirconscription
| Candidats      | Candidats          | Étiquette      | Premier tour | Premier tour | Deuxième tour | Deuxième tour |
| Candidats      | Candidats          | Étiquette      | Voix         | %            | Voix          | %             |
| -------------- | ------------------ | -------------- | ------------ | ------------ | ------------- | ------------- |
|                | Bellet             | FR             | 5 149        | 42,00        | 5 243         | 43,23         |
|                | Jean-Baptiste Amat | PRRRS          | 3 766        | 30,72        | 6 713         | 55,35         |
|                | Jean Rieux         | SFIO           | 3 179        | 25,93        |               |               |
|                | Revest             | PC-SFIC        | 165          | 1,35         |               |               |
|                | Divers             | Divers         |              |              | 172           | 1,42          |
|                |                    |                |              |              |               |               |
| Inscrits       | Inscrits           | Inscrits       | 14 550       | 100,00       | 14 550        | 100,00        |
| Votants        | Votants            | Votants        | 12 521       | 86,05        | 12 322        | 84,69         |
| Abstention     | Abstention         | Abstention     | 2 029        | 13,95        | 2 228         | 15,31         |
| Blancs et nuls | Blancs et nuls     | Blancs et nuls | 262          | 2,09         | 194           | 1,57          |
| Exprimés       | Exprimés           | Exprimés       | 12 259       | 97,91        | 12 128        | 98,43         |

### Arrondissement de Villefranche
| Candidats      | Candidats      | Étiquette      | Premier tour | Premier tour |
| Candidats      | Candidats      | Étiquette      | Voix         | %            |
| -------------- | -------------- | -------------- | ------------ | ------------ |
|                | Henri Auriol   | FR             | 6 036        | 51,99        |
|                | Sena           | PRRRS          | 3 753        | 32,33        |
|                | Gerber         | SFIO           | 1 687        | 14,53        |
|                | Derouet        | PC-SFIC        | 133          | 1,15         |
|                |                |                |              |              |
| Inscrits       | Inscrits       | Inscrits       | 13 222       | 100,00       |
| Votants        | Votants        | Votants        | 11 887       | 89,90        |
| Abstention     | Abstention     | Abstention     | 1 335        | 10,10        |
| Blancs et nuls | Blancs et nuls | Blancs et nuls | 278          | 2,34         |
| Exprimés       | Exprimés       | Exprimés       | 11 609       | 97,66        |